# Sebastian van Kammen
Sebastian van Kammen (Países Bajos, 19 de marzo de 1988) es un futbolista neerlandés. Juega como delantero en Sparta Nijkerk de la Topklasse, equivalente a la cuarta división en los Países Bajos. [cita requerida]

## Carrera
Se inició en las divisiones Inferiores del Utrecht. Fue goleador en un club de la Tercera División de los Países Bajos, el SV Huizen la temporada 2005-2006. La temporada 2007-2008 jugó en las inferiores del FC Utrecht.[cita requerida] Esa temporada recibió ofertas para jugar en el FC Basel de Suiza y en West Bromwich Albion de Inglaterra pero declaró que quería jugar en América fue así como le llegaron ofertas de Cruz Azul y Atlante de México pero insistió en querer jugar en Sudamérica ya que se vive más el fútbol.[cita requerida] De esta forma fichó en Arturo Fernández Vial de la Segunda División de Chile. [cita requerida]

## Clubes
| Club           | País         | Año           |
| -------------- | ------------ | ------------- |
| FC Utrecht     | Países Bajos | 2007 - 2008   |
| Fernández Vial | Chile        | 2008          |
| Almere City    | Países Bajos | 2008-2009     |
| SV Huizen      | Países Bajos | 2009-2013     |
| Sparta Nijkerk | Países Bajos | 2013-presente |

- Datos: Q6122783